# Buddy's Trolley Troubles
Pour plus de détails, voir Fiche technique et Distribution.
Buddy's Trolley Troubles est un dessin animé américain réalisé par Friz Freleng, produit par la Warner Bros. Pictures, dans la série des Buddy (Looney Tunes), sorti en 1934.
Il a été réalisé par Friz Freleng et produit par Leon Schlesinger est crédité comme producteur associé.

## Fiche technique
- Titre original : Buddy's Trolley Troubles
- Réalisation : Friz Freleng
- Producteurs : Leon Schlesinger
- Musique : Norman Spencer
- Production : Leon Schlesinger Studios
- Distribution : Warner Bros. Pictures
- Format : noir et blanc - mono
- Langue : anglais
- Pays : États-Unis
- Genre : Dessin-animé
- Durée : 7 minutes
- Date de sortie : USA : 5 mai 1934
- Licence : Domaine public[1]